# Pôle de l'écliptique
Pour les articles homonymes, voir Pôle.
En astronomie, les deux pôles de l'écliptique ou pôles écliptiques, sont les points d'intersection de la sphère céleste et d'un axe perpendiculaire au plan de l'écliptique et passant par le centre de la Terre.
Actuellement, le pôle Nord de l'écliptique ou pôle écliptique boréal est situé dans la constellation du Dragon, par (par définition) 18h d'ascension droite (soit 270°) et +66° 34′ de déclinaison, près de la galaxie NGC 6552 et de la nébuleuse planétaire NGC 6543. Le pôle Sud de l'écliptique ou pôle écliptique austral est situé dans la constellation de la Dorade, par (par définition) 6h d'ascension droite et -66° 34′ de déclinaison, proche du Grand Nuage de Magellan.
L'axe des pôles célestes et l'axe des pôles de l'écliptique forment un angle de 23° 26′. Du fait de la précession des équinoxes, l'axe des pôles célestes décrit un cône autour de celui des pôles de l'écliptique avec une période d'environ 25 800 ans.
| Le pôle Nord de l'écliptique est dans la constellation du Dragon. | Le pôle Sud de l'écliptique est dans la constellation de la Dorade. |